# Malibu's Most Wanted - Rapimento a Malibu
Malibu's Most Wanted - Rapimento a Malibu è un film commedia uscito negli Stati Uniti il 18 Aprile 2003.